# Bankstel

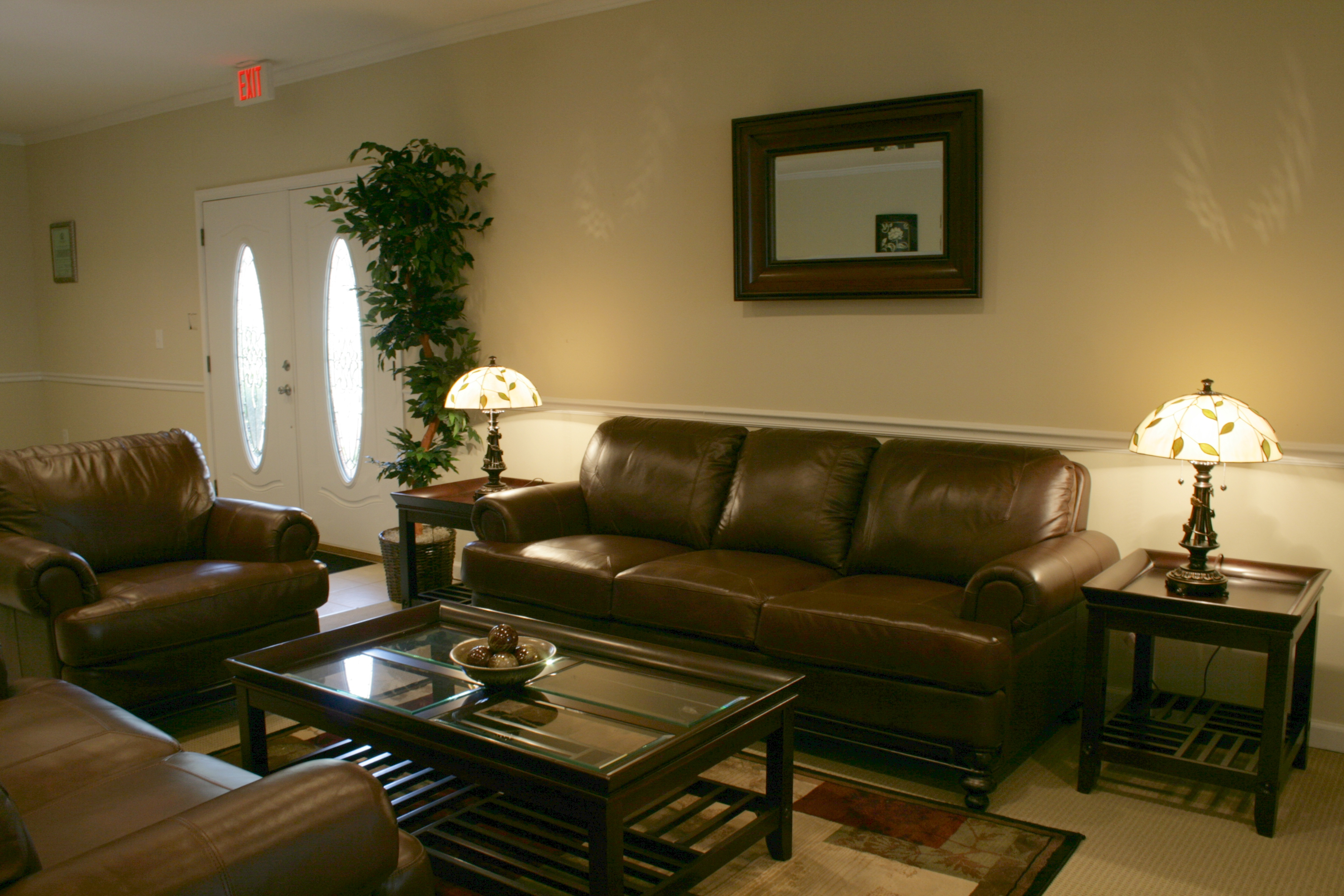
Een bankstel in de ontvangstruimte van een kantoor

Een bankstel is een combinatie van een bank en (meestal) twee stoelen. Vaak hoort daar ook een salontafel bij.

Een vaak geziene combinatie is ook 3-2-1; een driezits- en een tweezitsbank en één fauteuil.
Kenmerkend aan bankstellen is dat de meubels qua stijl bij elkaar behoren.